# Robert Schultzberg
Robert Schultzberg, född 3 januari 1975 i Genève, tidigare trummis i bandet Placebo (1994- 1996). Efter att Schultzberg och Brian Molko inte kom överens bad man Schultzberg att lämna bandet, vilket han gjorde efter inspelningen av debutalbumet. Efter det var Steven Hewitt återigen tillbaka som trummis.

## Fotnoter
1. ↑  Discogs, Discogs artist-ID: 521304, läst: 9 oktober 2017.[källa från Wikidata]
2. ↑  läs online, www.liberation.fr  .[källa från Wikidata]
3. ↑  Tjeckiska nationalbibliotekets databas, NKC-ID: xx0175910, läst: 16 december 2022.[källa från Wikidata]